# أركيتيك جاز
أركيتيك جاز . المعروف سابقا باسم سيفيرنفتجاز . ( لا يجب الخلط بينه وبين سيفمور نفت جاز و سيفر نفت جاز بروم ) هي شركة روسية للنفط والغاز تعمل في منطقة يامالو-نيفتس. تم إنشاؤه على أساس الأصول السابقة لشركة يوكوس. إنه مشروع مشترك بين جاز بروم نفط و نوفا تك . يقع المقر الرئيسي للشركة في نوفي يورنغوي ، تيومين أوبلاست.